# Dolena
Dolena je naselje v Občini Videm.